# Cecidomiídeos

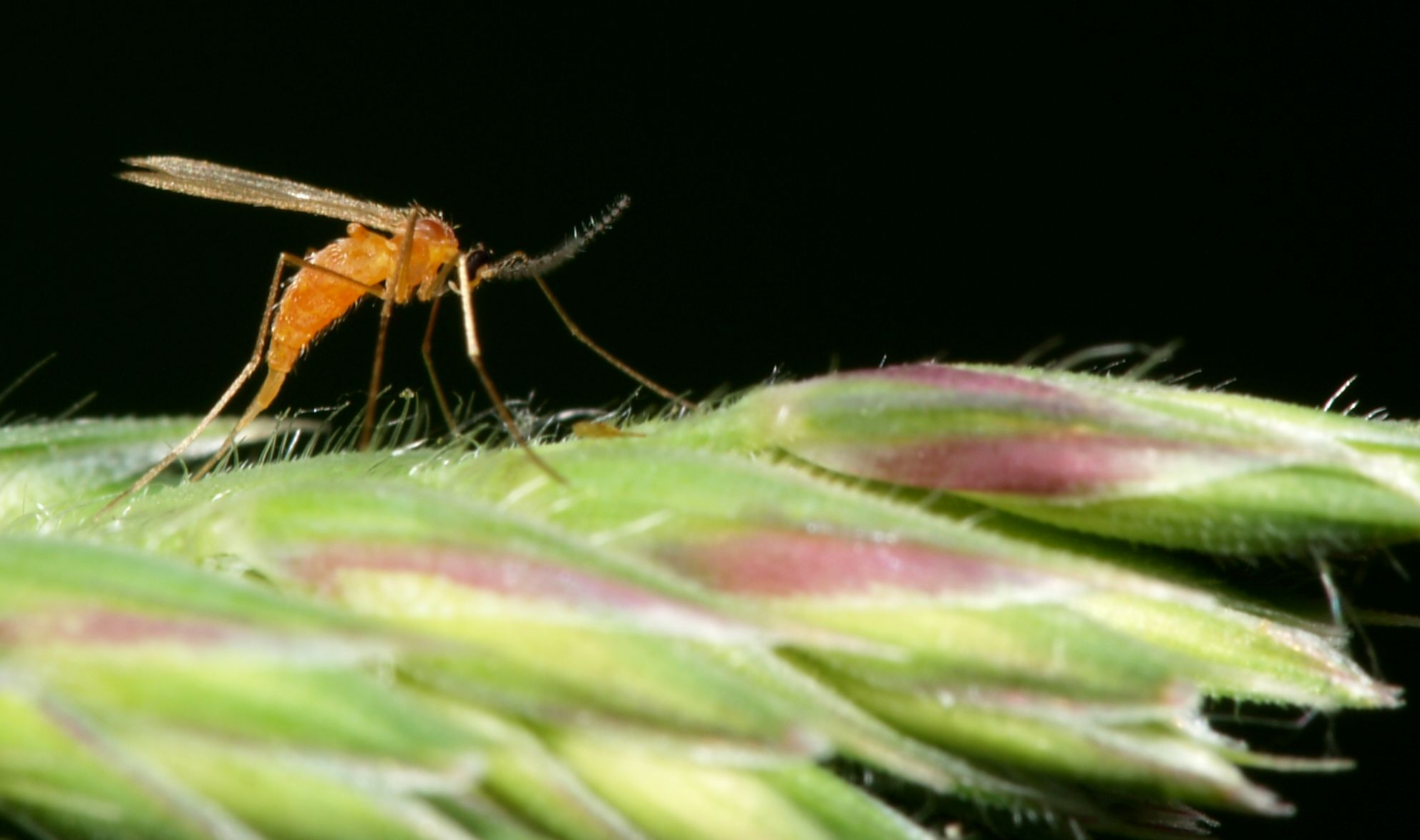
Cecidómido depositando ovos numa espiga.

Os Cecidomiídeos (Cecidomyiidae) é uma família de dípteros nematóceros conhecidos como cecidómidos ou moscas-das-galhas, porque as larvas da maioria das espécies se alimentam dos tecidos de plantas criando um crescimento anormal, conhecido por galha. A família tem distribuição cosmopolita, com mais de 6 000 espécies. Estes insetos não devem ser confundidos com as vespas-das-galhas (Cynipidae), que também formam galhas.

## Descrição
São insetos delicados, com entre 2 a 3 mm de comprimento, embora alguns tenham menos de 1 mm. São caracterizados por apresentarem asas aveludadas, o que não é comum na ordem Diptera, e pela presença de longas antenas.
Algumas espécies desta família apresentam importância económica, podendo constituir sérias pragas, especialmente a mosca-das-galhas do trigo, a espécie Mayetiola destructor. Outras pragas importantes, entre muitas outras pertencentes a esta família, são as moscas que atacam as lentilhas (Contarinia lentis), o mosquito da alfalfa (Dasineura ignorata), que afeta várias leguminosas, o mosquito das crucíferas (Dasineura brassicae) e o mosquito das peras (Contarinia pyrivora).
Algumas outras espécies são inimigas naturais das pragas das culturas pois as suas larvas são predadoras são ou parasitoides de das espécies causadoras dessas pragas. As presas mais comuns são os pulgões da família Aphididae e os ácaros. Como as larvas de Cecidomyiidae não podem viajar por longas distâncias, uma grande população de presas ou hospedeiros é geralmente necessária para que as fêmeas depositem os ovos. É por isso que geralmente só são vistos quando a população de pragas atinge grandes números. Nos Estados Unidos uma espécie, Aphidoletes aphidimyza, é usada comercialmente para o controle biológico de pragas em estufas.
Os cecidomídeos também são conhecidos por um interessante fenómeno de reprodução infantil, ou pedogénese, no qual as larvas se reproduzem sem atingir o estágio adulto. Outro fenómeno, ainda mais estranho, leva a que em algumas espécies as larvas filhas cresçam dentro da mãe e a devorem para sair dela.
Existem várias famílias de parasitoides que afetam os Cecidomyiidae, limitando as suas população, incluindo mebros das famílias Braconidae (Opiinae, Euphorinae) e vespas calcidoides das famílias Eurytomidae, Eulophidae, Torymidae, Pteromalidae, Eupelmidae, Trichogrammatidae e Aphelinidae. Muitos destes parasitoides são potenciais controlos biológicos.

## Sistemática

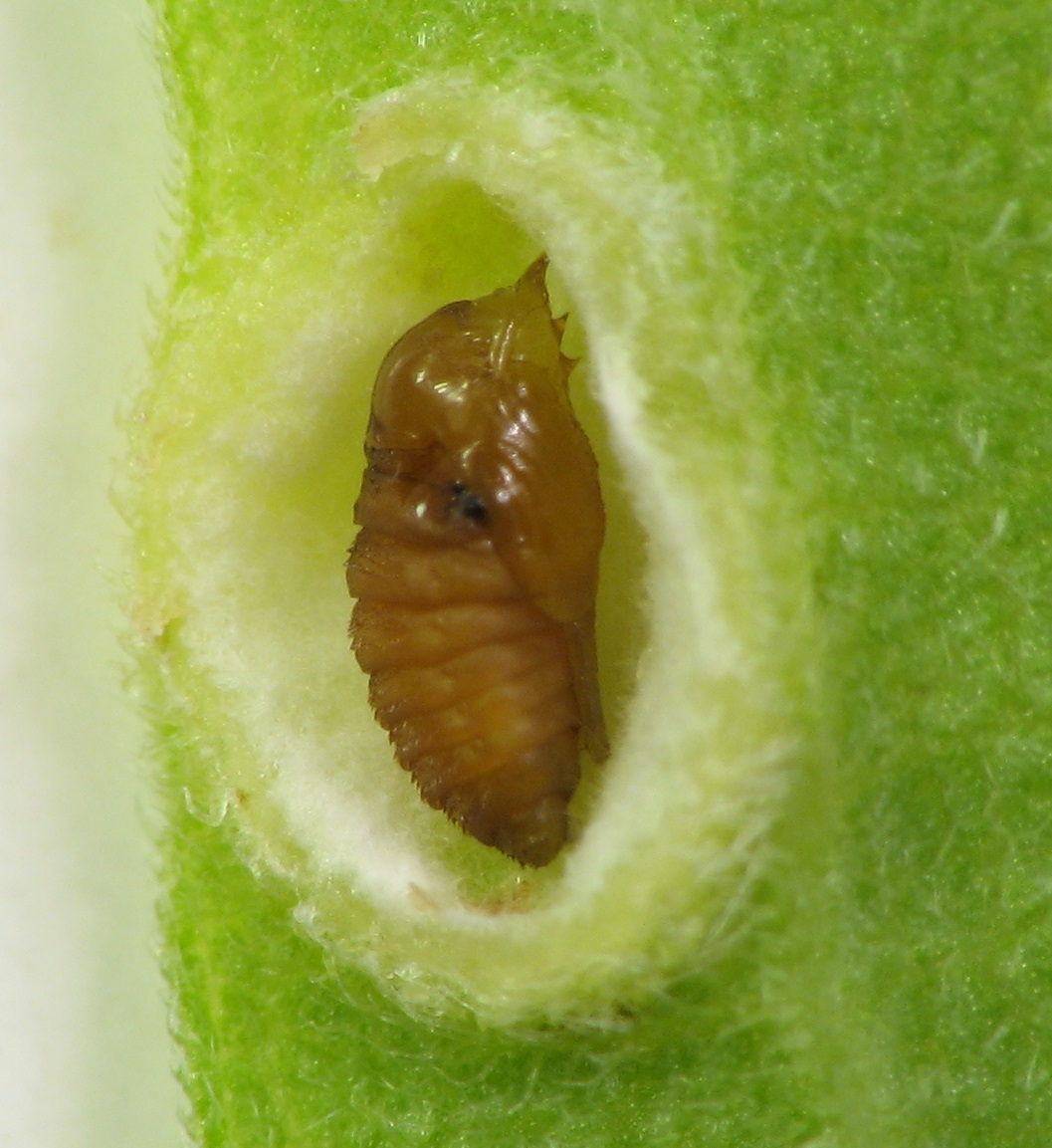
Asphondylia solidaginis, pupa numa galha em Solidago sp.

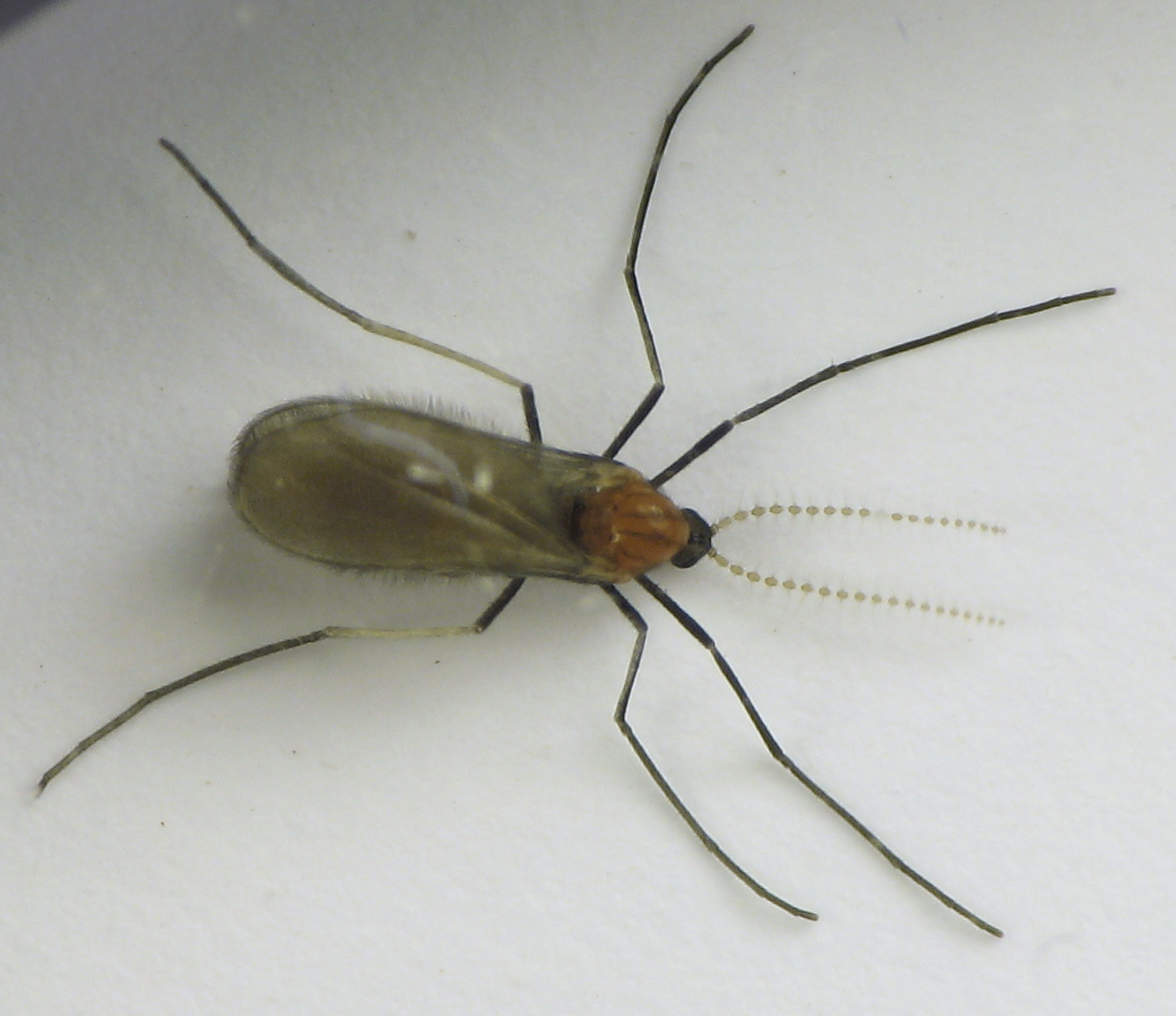
Rhopalomyia solidaginis.

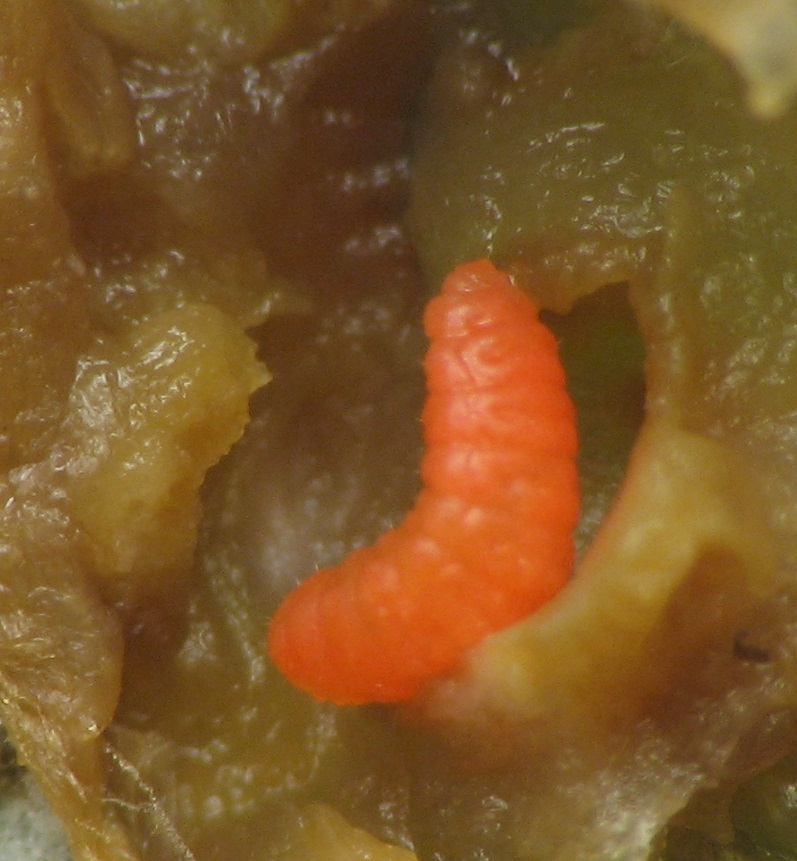
Larva de Vitisiella.

Na sua presente circunscrição, a família contém mais de 6 000 espécies. A subfamília mais numerosa é Cecidomyiinae. A classificação de alguns grupos ainda não está inteiramente resolvida.
- Cecidomyiinae
  - Alycaulini
  - Aphidoletini
  - Asphondyliini (inclui Polystephini e Schizomyiini)
  - Brachineurini
  - Cecidomyiini
  - Clinodiplosini
  - Kiefferiini
  - Lasiopterini
  - Ledomyiini
  - Lestodiplosini
  - Mycodiplosini
  - Oligotrophini
  - Rhizomyiini
  - Trotteriini
- Lestremiinae
  - Acoenoniini
  - Baeonotini
  - Campylomyzini
  - Catochini
  - Catotrichini
  - Forbesomyiini
  - Lestremiini
  - Micromyini (inclui Aprionini e Bryomyiini)
  - Peromyiini
- Porricondylinae
  - Asynaptini
  - Diallactiini
  - Dicerurini
  - Dirhizini
  - Heteropezini
  - Porricondylini (inclui Holoneurini)
  - Winnertziini